# UP!
"UP!" to zrealizowana z niemal orkiestrowym rozmachem płyta Marka Napiórkowskiego. Album „UP!" zyskał uznanie specjalistów z branży muzycznej, zdobywając nominację do Nagrody Muzycznej FRYDERYK w kategorii Jazzowy Album Roku.
Kompozycje Marka Napiórkowskiego zawarte na płycie UP! zagrał zespół złożony z jazzmanów: Krzysztofa Herdzina (fortepian), Amerykanina Clarence'a Penna (perkusja), Roberta Kubiszyna (kontrabas i gitara basowa), Adama Pierończyka (saksofony sopranowy i tenorowy) oraz Henryka Miśkiewicza (klarnet basowy). W dwudniowej sesji nagraniowej wzięli też udział muzycy klasyczni, tworzący nonet (flet, obój, dwa klarnety, klarnet basowy, puzon, fagot, waltornia i wiolonczela).
Dzięki aranżacjom Krzysztofa Herdzina w autorskich kompozycjach Marka Napiórkowskiego znalazło odbicie kilka muzycznych światów: improwizowany, dynamiczny jazz spotyka się tu z wyrafinowaną współczesną kameralistyką, filmowa i teatralna ilustracyjność idzie w parze z ulotnymi balladami.

## Lista utworów
| 1. | "Szkice piórkiem"                               | 5:36  |
|    |                                                 |       |
| 2. | "Teatr"                                         | 6:07  |
|    |                                                 |       |
| 3. | "Here Comes the Moon"                           | 6:36  |
|    |                                                 |       |
| 4. | "Miele e senape"                                | 6:41  |
|    |                                                 |       |
| 5. | "Mill"                                          | 4:15  |
|    |                                                 |       |
| 6. | "Penn Drive"                                    | 6:17  |
|    |                                                 |       |
| 7. | "Lunar Calendar"                                | 7:06  |
|    |                                                 |       |
| 8. | "Cafe Batavia"                                  | 6:59  |
|    |                                                 |       |
| 9. | "Montalcino Blues" (bonus w wybranych wersjach) | 7:11  |
|    |                                                 |       |
|    |                                                 | 56:48 |
|    |                                                 |       |

## Twórcy
- Marek Napiórkowski - gitary elektryczne i akustyczne, muzyka, produkcja
- Clarence Penn - perkusja, instrumenty perkusyjne
- Krzysztof Herdzin - fortepian, aranżacje, dyrygentura
- Adam Pierończyk - saksofon sopranowy i tenorowy
- Henryk Miśkiewicz - klarnet basowy
- Robert Kubiszyn - kontrabas, gitara basowa, koprodukcja, edycja
- Anna Włodarska-Szetela - flet
- Sebastian Aleksandrowicz - obój
- Adrian Janda - klarnet
- Arkadiusz Adamski - klarnet
- Artur Kasperek - fagot
- Tomasz Bińkowski - waltornia
- Dariusz Plichta - puzon
- Tomasz Błaszczak - wiolonczela
- Adam Domagała - produkcja (V-Records)
- Rafał Smoleń - nagranie i mix (Sound and More)
- Denis Blackham - mastering (Skye Mastering)
- Rafał Masłow - zdjęcia
- Magda Tokaj - stylizacje
- Miłosz Wiercioch - projekt okładki